# South Oxfordshire
South Oxfordshire es un distrito no metropolitano del condado de Oxfordshire (Inglaterra). Tiene una superficie de 678,53 km². Según el censo de 2001, South Oxfordshire estaba habitado por 128 188 personas y su densidad de población era de 188,92 hab/km².